# Coppa Agostoni 2018
La 72e édition de la Coppa Agostoni a lieu le 15 septembre 2018 avec un départ et une arrivée à Lissone (Lombardie), sur une distance de 199,9 kilomètres. Elle fait partie du calendrier UCI Europe Tour 2018 en catégorie 1.1. C'est également l'une des manches de la Coupe d'Italie.
La course est remportée par le coureur italien Gianni Moscon de l'équipe Sky, devant Rein Taaramäe (Direct Énergie) et Enrico Gasparotto (Bahrain-Merida).

## Présentation

### Équipes
Vingt-cinq équipes sont au départ de la course : quatre équipes UCI WorldTeam, douze équipes continentales professionnelles, sept équipes continentales et deux équipes nationales.
| WorldTeams (4)- UAE Team Emirates - AG2R La Mondiale - Sky - Bahrain-Merida Équipes continentales professionnelles (12)- Gazprom-RusVelo - Direct Énergie - Wilier Triestina-Selle Italia - Androni Giocattoli-Sidermec - WB-Aqua Protect-Veranclassic - Israel Cycling Academy - Caja Rural-Seguros RGA - Delko-Marseille Provence-KTM - Fortuneo-Samsic - Nippo-Vini Fantini-Europa Ovini - Bardiani CSF - CCC Sprandi Polkowice Équipes continentales (7)- MsTina-Focus - Vorarlberg-Santic - Polartec-Kometa - Lokosphinx - Amore & Vita-Prodir - Sangemini-MG.Kvis - Dimension Data-Qhubeka Équipes nationales (2)- Italie - Suisse |
| |

## Classement final
| \| Classement général \| Classement général \| Classement général \| Classement général \| Classement général \| \| Coureur \| Coureur \| Pays \| Équipe \| Temps \| \| ------------------ \| ------------------ \| ------------------ \| --------------------------- \| ------------------ \| \| 1er \| Gianni Moscon \| Italie \| Team Sky \| 4 h 49 min 33 s \| \| 2e \| Rein Taaramäe \| Estonie \| Direct Énergie \| + 1 s \| \| 3e \| Enrico Gasparotto \| Italie \| Bahrain-Merida \| + 23 s \| \| 4e \| Luca Wackermann \| Italie \| Bardiani CSF \| + 24 s \| \| 5e \| Pierpaolo Ficara \| Italie \| Amore & Vita-Prodir \| + 30 s \| \| 6e \| Davide Orrico \| Italie \| Team Vorarlberg-Santic \| + 30 s \| \| 7e \| Anthony Delaplace \| France \| Fortuneo-Samsic \| + 32 s \| \| 8e \| Marc Hirschi \| Suisse \| Suisse \| + 34 s \| \| 9e \| Ivan Rovny \| Russie \| Gazprom-RusVelo \| + 54 s \| \| 10e \| Francesco Gavazzi \| Italie \| Androni Giocattoli-Sidermec \| + 54 s \| |                   |         |                             |                 |
| |                   |         |                             |                 |
| Source : ProCyclingStats |                   |         |                             |                 |
| Classement général |                   |         |                             |                 |
| Coureur | Coureur           | Pays    | Équipe                      | Temps           |
| 1er | Gianni Moscon     | Italie  | Team Sky                    | 4 h 49 min 33 s |
| 2e | Rein Taaramäe     | Estonie | Direct Énergie              | + 1 s           |
| 3e | Enrico Gasparotto | Italie  | Bahrain-Merida              | + 23 s          |
| 4e | Luca Wackermann   | Italie  | Bardiani CSF                | + 24 s          |
| 5e | Pierpaolo Ficara  | Italie  | Amore & Vita-Prodir         | + 30 s          |
| 6e | Davide Orrico     | Italie  | Team Vorarlberg-Santic      | + 30 s          |
| 7e | Anthony Delaplace | France  | Fortuneo-Samsic             | + 32 s          |
| 8e | Marc Hirschi      | Suisse  | Suisse                      | + 34 s          |
| 9e | Ivan Rovny        | Russie  | Gazprom-RusVelo             | + 54 s          |
| 10e | Francesco Gavazzi | Italie  | Androni Giocattoli-Sidermec | + 54 s          |

## Classements UCI
La course attribue aux coureurs le même nombre de points pour l'UCI Europe Tour 2018 et le Classement mondial UCI.
| 1  | Gianni Moscon     | Team Sky                    | 125 |
| 2  | Rein Taaramäe     | Direct Énergie              | 85  |
| 3  | Enrico Gasparotto | Bahrain-Merida              | 70  |
| 4  | Luca Wackermann   | Bardiani-CSF                | 60  |
| 5  | Pierpaolo Ficara  | Amore & Vita-Prodir         | 50  |
| 6  | Davide Orrico     | Sangemini-MG.Kvis-Vega      | 40  |
| 7  | Anthony Delaplace | Fortuneo-Samsic             | 35  |
| 8  | Marc Hirschi      | Suisse                      | 30  |
| 9  | Ivan Rovny        | Gazprom-RusVelo             | 25  |
| 10 | Francesco Gavazzi | Androni Giocattoli-Sidermec | 20  |